# Serge Dikulu Bageta
Serge Bageta est un footballeur congolais né le 24 mars 1978 à Kinshasa, au Zaïre. Il joue pour Maritzburg United en Afrique du Sud.

## Carrière
Il arrive au DC Motema Pembe de Kinshasa en 1997 où il jouera cinq saison avant de rejoindre le TP Mazembe. Une fois dans le club Lushois, il s'impose rapidement dans la défense des « corbeaux », ce qui attire l'Ajax Cape Town. Il signe en 2004 après avoir passé 2 ans chez le club noir et blanc. Il quitte la RDC pour son premier championnat étranger. En Afrique du Sud ensuite, il s'impose comme un pilier de l'équipe du Cap.
Il est suspendu[Quand ?] par la fédération sud-africaine pendant une saison pour un coup sur un arbitre. Dans une conférence de presse, il affirme que le tout n'était qu'un malentendu. Interdit de jouer dans le championnat sud-africain pendant son temps de suspension, il est prêté à son ancien club, le TP Mazembe, pour qu'il ait du temps de jeu. Il y joue pendant une saison avant de revenir en Afrique du Sud en 2006. Il joue pour l'Ajax jusqu'en 2008. En fin de saison 07-08 il rejoint le club de Maritzburg United où il est nommé capitaine de l'équipe, il porte le dossard numéro 30.

## Sélection nationale
Il joue pour la RDC depuis 2001. Il participe à deux Coupes d'Afrique des nations, en 2002 et en 2004. Il a joué un total de 27 matchs officiels pour 5 buts. Il porte le brassard de capitaine en l'absence de Shabani Nonda, Tresor LuaLua  ou Cyrille Mubiala. C'est qui fait de lui le troisième vice-capitaine de l'équipe.